# アーサー・エリス賞
アーサー・エリス賞(Arthur Ellis Awards)とはカナダ推理作家協会（en:Crime Writers of Canada）が最優秀推理小説に贈るカナダの文学賞である。 
カナダ在住の作家が書いた作品と、海外在住のカナダ人が書いた作品が対象となる。
賞の名前はカナダの死刑執行人であるアーサー・エリスに由来している。
賞と一緒に授与される像は、絞首刑にされる男性の木のモデルで、像のストリングが引かれると、腕と脚が動く仕掛けになっている。

## 賞の種類

### 長編賞
- 1984年 - エリック・ライト（英語版） "The Night the Gods Smiled"
- 1985年 - ハワード・エンゲル（英語版） "Murder Sees the Light"
- 1986年 - エリック・ライト（英語版） "Death in the Old Country"
- 1987年 - エドワード・O・フィリップス（英語版） "Buried on Sunday"
- 1988年 - キャロル・シールズ（英語版） "Swann: A Mystery"
- 1989年 - クリス・スコット "Jack"
- 1990年 - ローレンス・ゴフ "Hot Shots"
- 1991年 - L・R・ライト（英語版） "A Chill Rain in January"（邦訳 『一月の冷たい雨』）
- 1992年 - ピーター・ロビンソン "Past Reason Hated"
- 1993年 - カーステン・ストラウド "Lizardskin"
- 1994年 - ジョン・ローレンス・レイノルズ "Gypsy Sins"
- 1995年 - ゲイル・ボウエン（英語版） "A Colder Kind of Death"
- 1996年 - L・R・ライト（英語版） "Mother Love"
- 1997年 - ピーター・ロビンソン "Innocent Graves"
- 1998年 - ウィリアム・デヴェレル（英語版） "Trial of Passion"
- 1999年 - ノラ・ケリー "Old Wounds"
- 2000年 - ローズマリー・オーバート "The Feast of Stephen"
- 2001年 - ピーター・ロビンソン "Cold is the Grave"
- 2002年 - ミシェル・スプリング "In the Midnight Hour"
- 2003年 - リック・モフィナ（英語版） "Blood of Others"
- 2004年 - ジャイルズ・ブラント（英語版） "The Delicate Storm"
- 2005年 - バーバラ・フラッドキン（英語版） "Fifth Son"
- 2006年 - ウィリアム・デヴェレル（英語版） "April Fool"
- 2007年 - バーバラ・フラッドキン（英語版） "Honour Among Men"
- 2008年 - ジョン・レッドファーン "Trumpets Sound No More"
- 2009年 - リンウッド・バークレイ "Too Close to Home"（邦訳『崩壊家族』）
- 2010年 - ハワード・シュリエ "High Chicago"
- 2011年 - ルイーズ・ペニー "Bury Your Dead"
- 2012年 - ピーター・ロビンスン "Before the Poison"

- Best Short Story
- Best First Novel
- Best True Crime Book
- Best Juvenile Crime Book
- Best French Crime Writing
- Derrick Murdoch Award
- Best Genre Criticism/Reference
- Best Play
- Best Unpublished First Crime Novel: the Unhanged Arthur